# Констанс Ву
Констанс Ву (англ. Constance Wu; нар. 22 березня 1982, Ричмонд, Вірджинія, США) — американська акторка. Добре відома роллю Джесіки Хуанг у комедійному серіалі каналу ABC «Труднощі асиміляції» (2015—2020), за участь у якому двічі номінована на премії Асоціації телевізійних критиків та «Вибір телевізійних критиків». Здобула визнання критиків та набула популярності за втілення ролі Рейчел Чу в романтичній драмедії «Шалено багаті азіати» (2018).
У 2017 році, Ву включена в список Time 100 найвпливовіших людей у світі.

## Дитинство та освіта
Ву народилася та зростала у Річмонді, штат Вірджинія, у тайвансько-американській родині; американка в другому поколінні (ім'я китайською — кит. 吳恬敏, пін. Wú Tiánmǐn). Вона закінчила Douglas S. Freeman High School, де почала свої виступи у виставах; вона закінчила шестимісячні курси під час свого навчання у Lee Strasberg Theatre and Film Institute.
Батьки Ву емігрували з Тайваню. Ву згадує, що її дідусь та бабуся були дуже бідні, працюючи на бамбуковій фермі і не мали можливості отримати належну освіту, вони навіть не могли читати і писати. Її батько працював викладачем біології і генетики у Вірджинському університеті Співдружності, а мати була програмістом.
Ву закінчила Університет штату Нью-Йорк у консерваторії театрального мистецтва у Пурчес, отримавши ступінь бакалавра образотворчих мистецтв з акторської майстерності в 2005 році. В творчій діяльності Ву надихав володар премії «Оскар» режисер Енг Лі.
Після закінчення коледжу, Ву навчалася психолінгвістиці і майже стала випускником магістерської освітньої програми в області патології мови у Колумбійському університеті. У неї є три сестри, дві старші і одна молодша.

## Фільмографія
| Рік       |    | Українська назва                    | Оригінальна назва                 | Роль                         |
| --------- | -- | ----------------------------------- | --------------------------------- | ---------------------------- |
| 2022      | ф  | Мій домашній крокодил               | Lyle, Lyle, Crocodile             | місіс Прімм                  |
| 2022      | с  | Список терміналів                   | The Terminal List                 | Кеті Буранек                 |
| 2021      | мф | Дракон бажань                       | Wish Dragon                       | місіс Пісня (голос)          |
| 2021      | с  | Солос                               | Solos                             | Дженні                       |
| 2020      | в  | (короткометражка)                   | Thanks Nurses                     |                              |
| 2019      | ф  | Шахрайки з Волл-стріт               | Hustlers                          | Дестині (Дороті)             |
| 2018      | мф | (короткометражка)                   | Crow: The Legend                  | Скунс (голос)                |
| 2018      | мф | Наступне покоління                  | Next Gen                          | Моллі (голос)                |
| 2018      | ф  | Шалено багаті азіати                | Crazy Rich Asians                 | Рейчел Чу                    |
| 2018      | ф  |                                     | All the Creatures Were Stirring   | Ґеббі                        |
| 2017      | кф |                                     | Nine Minutes                      | Ліліан                       |
| 2012—2017 | с  |                                     | Eastsiders                        | Кеті (13 епізодів)           |
| 2017      | мф | Lego Фільм: Ніндзяго                | The Lego Ninjago Movie            | Майор (голос)                |
| 2017      | ф  |                                     | The Feels                         | Енді / наречена              |
| 2017      | с  | Вимір 404                           | Dimension 404                     | капітан Джейн Лі (1 епізод)  |
| 2016      | с  | Дорогий доктор                      | Royal Pains                       | Емі Чан (1 епізод)           |
| 2015      | с  | Дитяча лікарня                      | Childrens Hospital                | Пепсі Ламарр (1 епізод)      |
| 2015—2020 | с  | Труднощі асиміляції                 | Fresh Off the Boat                | Джессіка Хуан (116 епізодів) |
| 2015      | ф  | Паралелі                            | Parallels                         | Поллі                        |
| 2014      | с  | Франклін та Беш                     | Franklin & Bash                   | Керолайн Чилтон (1 епізод)   |
| 2014      | тф | Високий Місяць                      | High Moon                         | Мікіко Кобіясі               |
| 2014      | с  |                                     | Spooked                           | Аманда (3 епізоди)           |
| 2014      | ф  | Джентльмен грабіжник                | Electric Slide                    | Міка О                       |
| 2013      | кф |                                     | Taylor Manifest                   | Вел                          |
| 2013      | в  | (короткометражка)                   | Ties                              | Шеннон О                     |
| 2013      | тф |                                     | Deadly Revenge                    | Кім                          |
| 2013      | с  | Таємні зв'язки                      | Covert Affairs                    | Венді Чень (1 епізод)        |
| 2013      | тф | (короткометражка)                   | Browsers                          | Пруденс Ю                    |
| 2013      | ф  | Найкраща подруга назавжди           | Best Friends Forever              | Мелані                       |
| 2012      | тф | Середньовіччя                       | Middle Ages                       |                              |
| 2012      | ф  |                                     | Watching TV with the Red Chinese  | Кімі Ху                      |
| 2011      | с  | Торчвуд                             | Torchwood                         | Шоуні (1 епізод)             |
| 2011      | ф  | Звук мого голосу                    | Sound of My Voice                 | Крістін                      |
| 2007      | ф  | Рік Риби                            | Year of the Fish                  | Люсі                         |
| 2007      | с  | Одне життя, щоби жити               | One Life to Live                  | Лодін (3 епізоди)            |
| 2006      | с  | Закон і порядок: Спеціальний корпус | Law & Order: Special Victims Unit | Кенді (1 епізод)             |
| 2006      | ф  | Архітектор                          | The Architect                     | Мішель                       |
| 2006      | ф  | Стефані Дейлі                       | Stephanie Daley                   | Дженн                        |

### Музичні відео
| Рік  | Назва       | Виконавець       | Примітки        |
| ---- | ----------- | ---------------- | --------------- |
| 2017 | Family Feud | Jay-Z та Бейонсе | У ролі Констанс |